# Deersheimer Aue
Die Deersheimer Aue ist zusammen mit dem Oberlauf Rottebach ein etwa 23 km langes Gewässer im nördlichen Harzvorland, das im Landkreis Harz, Sachsen-Anhalt, verläuft, bei Danstedt beginnt und östlich des Großen Fallsteins am Hessendamm in den Großen Graben mündet.

## Geographie

### Verlauf
Den Oberlauf der Deersheimer Aue bildet der Rottebach, der südlich von Danstedt aus dem Koppelgraben gespeist wird. Die Höhe des Quellgebiets liegt bei 165 m ü. NHN. Der Rottebach durchquert den Ortskern von Danstedt, an dessen Ende er scharf nach Westen abknickt. Er wendet sich nach Nordwesten, nimmt den von links zufließenden Graben Heudeber auf und trifft nach etwa drei Kilometern bei einem kleinen Waldstück mit dem von Nordosten, also von rechts heranfließenden Stiddebach zusammen. Ab hier wird das Gewässer unter dem Namen Deersheimer Aue kartiert.
Die Aue erreicht nach gut eineinhalb Kilometern Zilly, wo sie am Ortsrand einen Seitenarm des Sohlenbachs aufnimmt. Sie wendet sich nach Norden, passiert das Freibad und den Ort am östlichen Siedlungsrand und nimmt von rechts den Höllebach auf. Weiter unterhalb von Zilly mündet der von Süden kommende Sohlenbach ein und die Aue wendet sich nach Nordwesten. Bis zur Einmündung des Sohlenbachs wird die Deersheimer Aue als Oberlauf dem Wasserkörper SALOW08-00 zugeordnet. Unterhalb des Sohlenbachs beginnt der als Unterlauf bezeichnete Abschnitt mit der Wasserkörperbezeichnung SAL18OW10-11.
Einen halben Kilometer unterhalb der Einmündung des Sohlenbachs erreicht die Aue die Aumühle an der Bundesstraße 244, nimmt wenig später den von Südwesten kommenden Marbecker Bach auf und fließt weiter durch intensiv landwirtschaftlich genutztes Gebiet bis zum Waldrand südlich des namensgebenden Ortes Deersheim. Dort wendet sie sich nach Norden und erhält von Westen Zufluss aus dem Westerbeekgraben. Sie passiert Deersheim an der Ostseite und schwenkt nach Nordnordost, im weiteren Verlauf nach Nordnordwest. Auch der nächste Ort Hessen befindet sich am Westufer des nunmehr zu einem kleinen Fluss angewachsenen Baches. Er wird Am Steintor von der Bundesstraße 79 überquert, die unterhalb des Ortes dem Bach auf dem Hessendamm folgt. Die Aue erreicht das Große Bruch und bildet mit dem von Westen heranfließenden Schiffgraben-Ost den Großen Graben und die Grenze nach Niedersachsen. Am Hessendamm ist eine Gedenktafel für die Grenzöffnung von 1989 errichtet. Etwa einen halben Kilometer oberhalb speist die Deersheimer Aue bereits den parallel zum Großen Graben fließenden Oberen Beiläufer.

### Einzugsgebiet und Längenangaben
Im amtlichen Wasserkörperdatenblatt ist für den Oberlauf eine Länge von 19,6 km angegeben. Auf der Karte des Landes Sachsen-Anhalt kann man für den Rottebach eine Länge von etwa 4,5 km und für den Abschnitt zwischen Stiddebach und Sohlenbach eine Länge von etwa 3,5 km, also insgesamt etwa acht Kilometer ablesen. Das Datenblatt berücksichtigt möglicherweise auch die Längen anderer Zuflüsse. Der Oberlauf wird dem Fließgewässertyp „7: Grobmaterialreicher, karbonatischer Mittelgebirgsbach“ zugeordnet. Sein Einzugsgebiet beträgt 58,24 km².
Der Unterlauf weist eine Länge von 14,4 km und ein Einzugsgebiet von 41,63 km² auf, er wird dem Fließgewässertyp „6: Feinmaterialreicher, karbonatischer Mittelgebirgsbach“ zugeordnet.

### Elbe-Weser-Wasserscheide
Die Deersheimer Aue gehört zum Einzugsgebiet der Elbe. Auf der Westseite des Großen Fallsteins fließt der Zieselbach zur Ilse, die wiederum über Oker und Aller zur Weser entwässert. Der Fallstein bildet damit eine Wasserscheide zwischen beiden Einzugsgebieten. Der Schiffgraben teilt sich hier in den Schiffgraben-West und den Schiffgraben-Ost.

## Gewässerqualität
Die Überwachung der Gewässergüte und die Gewässerentwicklung im Rahmen der Europäischen Wasserrahmenrichtlinie obliegt dem Landesbetrieb für Hochwasserschutz und Wasserwirtschaft Sachsen-Anhalt, der 2008 und 2013 einen Gewässerbericht mit tabellarischem und Kartenteil sowie mit Datenblättern zu den Oberflächenwasserkörpern veröffentlicht hat.
Während der Oberlauf-Wasserkörper für das ökologische Potenzial noch die Note „unbefriedigend“ erhält, wird dies für den Unterlauf mit „schlecht“ bewertet. Dies ist auf die mangelhafte biologische Qualität, also unterentwickelte Pflanzen- und Tierwelt, und auf die schlechte Struktur zurückzuführen. Letztere wird als „erheblich verändert“ (HMWB) eingestuft, begründet durch einen kanalartigen Verlauf und den überwiegend fehlenden Uferbewuchs. Die chemische Bewertung lautet für beide Wasserkörper „nicht gut“, was vor allem einem zu hohen Nitratgehalt geschuldet ist. Der Nitrateintrag erfolgt in der Regel durch landwirtschaftliche Düngemittel.